# 张素姬
张素姬（韓語：장소희，1978年3月15日—），韩国女子手球运动员。她曾代表韩国国家队参加2004年夏季奥林匹克运动会手球比赛，获得一枚银牌。她也曾参加2002年亚洲运动会。